# Villodrigo (kommunhuvudort)
Villodrigo är en kommunhuvudort i Spanien.   Den ligger i provinsen Provincia de Palencia och regionen Kastilien och Leon, i den norra delen av landet, 190 km norr om huvudstaden Madrid. Villodrigo ligger 764 meter över havet och antalet invånare är 146.
Terrängen runt Villodrigo är huvudsakligen lite kuperad. Villodrigo ligger nere i en dal. Runt Villodrigo är det mycket glesbefolkat, med 7 invånare per kvadratkilometer. Närmaste större samhälle är Santa María del Campo, 10,2 km öster om Villodrigo. Trakten runt Villodrigo består till största delen av jordbruksmark.